# Berufliches Schulzentrum Kamenz
Das Berufliche Schulzentrum Kamenz (BSZ Kamenz) wurde 1838 als Sonntags- und Gewerbeschule für Jungen eröffnet und besitzt aktuell die Ausbildungszweige Berufsschule, Berufliches Gymnasium, Fachoberschule, Berufsfachschule sowie das Berufsvorbereitungsjahr.

## Geschichte
Das Berufliche Schulzentrum Kamenz wurde im Jahr 1838 als Sonntags- und Gewerbeschule für Jungen eröffnet und wir 1907 zur Handelsschule für Jungen und Mädchen umgestaltet. In den Jahren 1925 bis 1936 wird sie zur Kamenzer Berufsschule für Gewerbe, Land-/Hauswirtschaft, Friseur sowie Holz-/Metallverarbeitung. Erst in den 1990er Jahren kommt der Ausbildungszweig des Beruflichen Gymnasiums hinzu. Zuletzt wurde dieses 2017 durch den Schwerpunkt "Gesundheit und Sozialwesen" erweitert.

## Bildungsgänge
Das BSZ Kamenz bietet Ausbildungen in den folgenden Bildungsgängen an.

### Berufsschule
- Tischler/Holzmechaniker
- Maler und Lackierer/Bauten und Objektbeschichter
- Fahrzeuglackierer
- Kaufmann/-frau für Büromanagement
- Fachpraktiker für Tischler
- Steinmetz und Steinbildhauer

### Berufliches Gymnasium
- Wirtschaftswissenschaft
- Informations- und Kommunikationstechnologie
- Gesundheit und Sozialwesen

### Fachoberschule
- Wirtschaft und Verwaltung
- Gestaltung

### Berufsfachschule
- Pflegehilfe
- Altenpflege

### Fachschule
- Holztechnik

### Berufsgrundbildungsjahr
- Holztechnik
- Farbtechnik & Raumgestaltung